# Coppa della Pace 2009
La Coppa della Pace 2009 è stata la quarta edizione del torneo calcistico, svoltasi dal 24 luglio al 2 agosto 2009 in Spagna, e la vittoria finale è andata all'Aston Villa contro la Juventus ai tiri di rigore.
Per la prima volta, il numero dei partecipanti aumenta da 8 a 12 squadre.

## Squadre
- Juventus[2]
- LDU Quito[2]
- Olympique Lione[2]
- Real Madrid[2]
- Siviglia[2]
- Porto[2]
- Aston Villa[2]
- Beşiktaş[2]
- Atlante[2]
- Seongnam[2]
- Malaga[2]
- Al-Ittihad[2]

## Stadi
- Nuevo Colombino, Huelva
- Stadio Municipale de Chapín, Jerez de la Frontera
- Stadio La Rosaleda, Malaga
- Stadio Santiago Bernabéu, Madrid
- Stadio Olimpico de la Cartuja, Siviglia
- Stadio Ramón Sánchez Pizjuán, Siviglia

## Risultati

### Premi
| Pos. | Premio      | Squadra     |
| ---- | ----------- | ----------- |
| 1    | 2 milioni € | Aston Villa |
| 2    | 1 milione € | Juventus    |
| 3    | 500000 €    | Real Madrid |
| 4    | 500000 €    | Porto       |

### Fase a Gironi
La prima classificata accede alle semifinali

#### Gruppo A
| Squadra  | P.ti | G | V | N | P | GF | GS | DR |
| -------- | ---- | - | - | - | - | -- | -- | -- |
| Juventus | 6    | 2 | 2 | 0 | 0 | 5  | 1  | +4 |
| Siviglia | 1    | 2 | 0 | 1 | 1 | 1  | 2  | -1 |
| Seongnam | 1    | 2 | 0 | 1 | 1 | 0  | 3  | -3 |

| Arbitro: | Stefan Johannesson |

|               |           |                         |
| Squillaci 78’ | Marcatori | 26’ Amauri 65’ Iaquinta |

| Siviglia 26 luglio 2009, ore 20:30 UTC+1 | Siviglia   | 0 – 0 | Seongnam | Stadio Ramón Sánchez Pizjuán\| Arbitro: \| Alon Yefet \| |
| Arbitro:                                 | Alon Yefet |       |          |                                                          |

| Arbitro: | Manuel Mejuto González |

|                                         |           |  |
| Iaquinta 40’ Diego 53’ Legrottaglie 70’ | Marcatori |  |

#### Gruppo B
| Squadra     | P.ti | G | V | N | P | GF | GS | DR |
| ----------- | ---- | - | - | - | - | -- | -- | -- |
| Real Madrid | 4    | 2 | 1 | 1 | 0 | 5  | 3  | +2 |
| LDU Quito   | 3    | 2 | 1 | 0 | 1 | 5  | 5  | 0  |
| Al-Ittihad  | 1    | 2 | 0 | 1 | 1 | 2  | 4  | -2 |

| Arbitro: | Eduardo Iturralde González |

|                                  |           |            |
| Reasco 20’ Ambrossi 42’ Graf 72’ | Marcatori | 74’ Kariri |

| Arbitro: | Michail Koukoulakis |

|          |           |                   |
| Raúl 56’ | Marcatori | 64’ Aboucherouane |

| Arbitro: | Kevin Blom |

|                                                          |           |              |
| Ronaldo 48’ (rig.) Granero 53’ Metzelder 70’ Negredo 90’ | Marcatori | 68’ 86’ Vera |

#### Gruppo C
| Squadra     | P.ti | G | V | N | P | GF | GS | DR |
| ----------- | ---- | - | - | - | - | -- | -- | -- |
| Aston Villa | 3    | 2 | 1 | 0 | 1 | 3  | 2  | +1 |
| Atlante     | 3    | 2 | 1 | 0 | 1 | 4  | 4  | 0  |
| Malaga      | 3    | 2 | 1 | 0 | 1 | 2  | 3  | -1 |

| Arbitro: | Kevin Blom |

|                        |           |  |
| Fernando Fernández 80’ | Marcatori |  |

| Arbitro: | Stefan Johannesson |

|           |           |                                      |
| Luque 25’ | Marcatori | 17’ Pereyra 67’ Márquez 73’ Bermúdez |

| Arbitro: | Alon Yefet |

|                                      |           |                   |
| Albrighton 38’ Carew 48’ A.Young 62’ | Marcatori | 20’ (aut.) Davies |

#### Gruppo D
| Squadra         | P.ti | G | V | N | P | GF | GS | DR |
| --------------- | ---- | - | - | - | - | -- | -- | -- |
| Porto           | 4    | 2 | 1 | 1 | 0 | 2  | 0  | +2 |
| Beşiktaş        | 2    | 2 | 0 | 2 | 0 | 1  | 1  | 0  |
| Olympique Lione | 1    | 2 | 0 | 1 | 1 | 1  | 3  | -2 |

| Arbitro: | Manuel Mejuto González |

|               |           |           |
| Källström 69’ | Marcatori | 86’ Nobre |

| Arbitro: | Eduardo Iturralde González |

|  |           |              |
|  | Marcatori | 10’ 75’ Hulk |

| Siviglia 29 luglio 2009, ore 22:30 UTC+1 | Beşiktaş            | 0 – 0 | Porto | Stadio Ramón Sánchez Pizjuán\| Arbitro: \| Michail Koukoulakis \| |
| Arbitro:                                 | Michail Koukoulakis |       |       |                                                                   |

### Eliminazione diretta

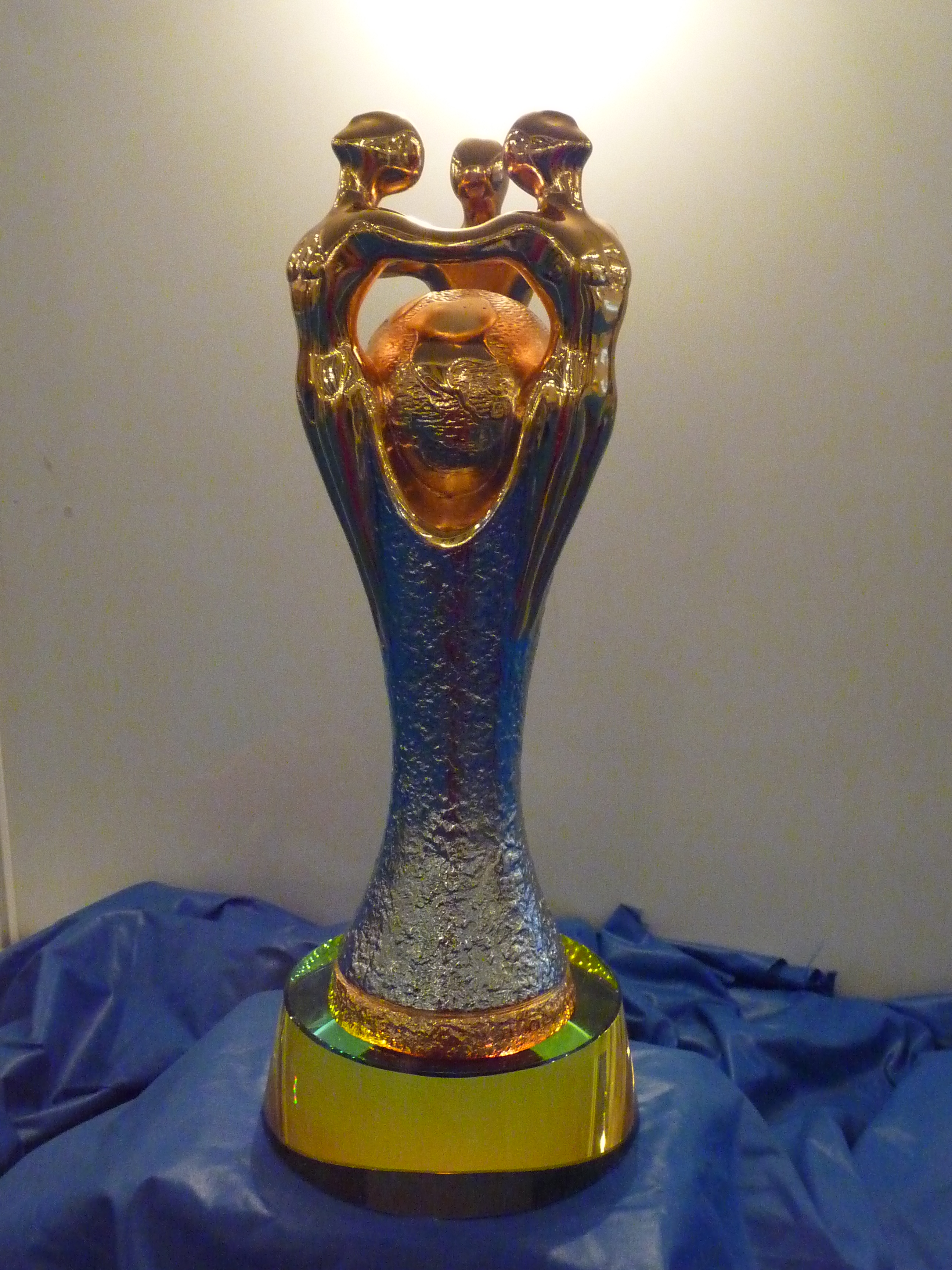
Il trofeo assegnato al vincitore

#### Tabellone
|  | Semifinali  | Semifinali  | Semifinali  |             |            | Finale   | Finale | Finale |  |
|  |             |             |             |             |            |          |        |        |  |
|  | Juventus    | Juventus    | 2           |             |            |          |        |        |  |
|  | Juventus    | Juventus    | 2           |             |            |          |        |        |  |
|  | Real Madrid | Real Madrid | 1           |             |            |          |        |        |  |
|  | Real Madrid | Real Madrid | 1           |             | Juventus   | Juventus | 3      |        |  |
|  |             |             |             |             | Juventus   | Juventus | 3      |        |  |
|  |             |             | Aston Villa | Aston Villa | 4 (d.c.r.) |          |        |        |  |
|  | Aston Villa | Aston Villa | Aston Villa | Aston Villa | 4 (d.c.r.) | 2        |        |        |  |
|  | Aston Villa | Aston Villa |             |             |            |          |        |        |  |
|  | Porto       | Porto       | 1           |             |            |          |        |        |  |

#### Semifinali
| Arbitro: | Michael Koukoulakis |

|                        |           |                 |
| Heskey 14’ Sidwell 37’ | Marcatori | 90’ (rig.) Hulk |

| Arbitri: | Stefan Johannesson Alon Yefet |

|                               |           |                    |
| Cannavaro 3’ Salihamidžić 49’ | Marcatori | 42’ (rig.) Ronaldo |

#### Finale
| Arbitro: | Kevin Blom |

|                                                              |                      |                                           |
| Iaquinta Trézéguet Amauri Felipe Melo Del Piero Legrottaglie | Tiri di rigore 3 – 4 | Bannan Sidwell Lowry A.Young Herd Cuéllar |

## Vincitore
| Vincitore della Coppa della Pace 2009 Aston Villa 1º titolo |

## Marcatori
3 gol
- Hulk (Porto)

2 gol
- Vincenzo Iaquinta (Juventus)
- Cristiano Ronaldo (Real Madrid)
- Enrique Vera (LDU Quito)

1 gol
- Saud Kariri (Al-Ittihad)
- Hicham Aboucherouane (Al-Ittihad)
- Marc Albrighton (Aston Villa)
- John Carew (Aston Villa)
- Ashley Young (Aston Villa)
- Emile Heskey (Aston Villa)
- Steven Sidwell (Aston Villa)
- Gabriel Pereyra (Atlante)
- Rafael Márquez Lugo (Atlante)
- Christian Bermúdez (Atlante)
- Mert Nobre (Beşiktaş)

1 gol (cont.)
- Amauri (Juventus)
- Diego (Juventus)
- Nicola Legrottaglie (Juventus)
- Hasan Salihamidžić (Juventus)
- Fabio Cannavaro (Juventus)
- Néicer Reasco (LDU Quito)
- Paúl Ambrosi (LDU Quito)
- Claudio Graf (LDU Quito)
- Kim Källström (Lyon)
- Fernando Fernández (Málaga)
- José Juan Luque (Málaga)
- Raúl González Blanco (Real Madrid)
- Esteban Granero (Real Madrid)
- Christoph Metzelder (Real Madrid)
- Álvaro Negredo (Real Madrid)
- Sébastien Squillaci (Sevilla)

Autogol
- Curtis Davies (Aston Villa) per (Atlante)